# Łomża (gmina wiejska)
Łomża (do 1954 gmina Kupiski) – gmina wiejska w województwie podlaskim, w powiecie łomżyńskim. W latach 1975–1998 gmina położona była w województwie łomżyńskim.
Siedzibą gminy jest Łomża.
Według danych z 30 czerwca 2004 gminę zamieszkiwało 9711 osób.

## Struktura powierzchni
Według danych z roku 2002 gmina Łomża ma obszar 207,41 km², w tym:
- użytki rolne: 75%
- użytki leśne: 16%

Gmina stanowi 15,32% powierzchni powiatu.

## Demografia

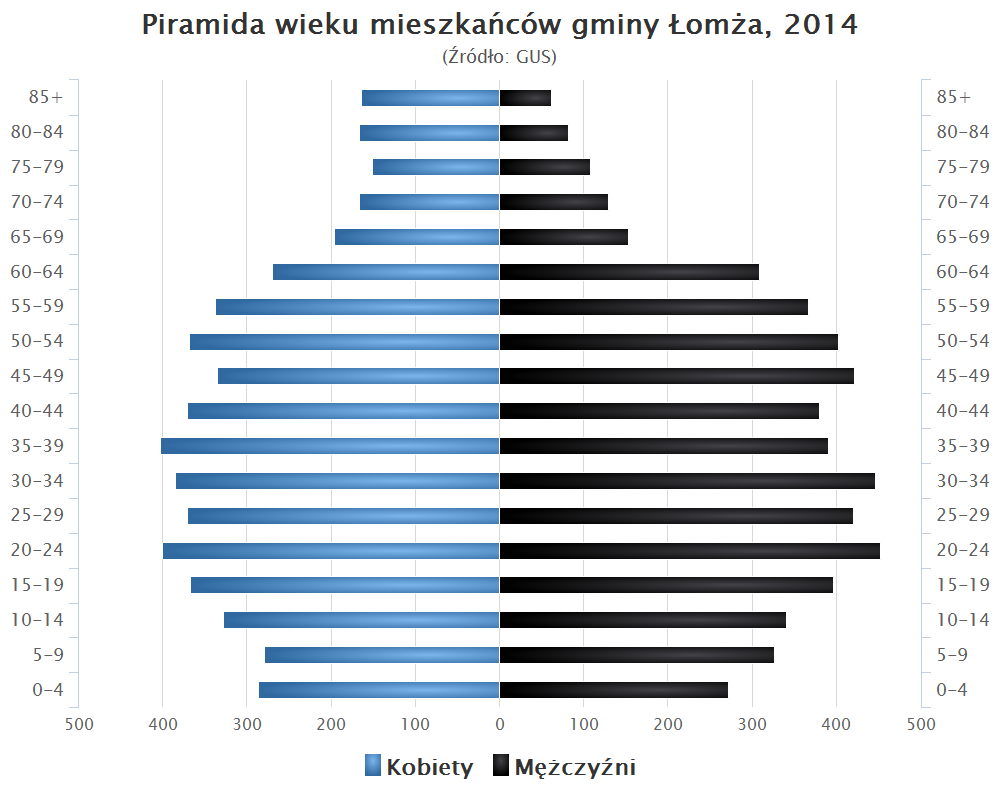
Piramida wieku mieszkańców gminy Łomża w 2014 roku

Dane z 30 czerwca 2004:
| Opis                              | Ogółem | Ogółem | Kobiety | Kobiety | Mężczyźni | Mężczyźni |
| --------------------------------- | ------ | ------ | ------- | ------- | --------- | --------- |
| jednostka                         | osób   | %      | osób    | %       | osób      | %         |
| populacja                         | 9711   | 100    | 4828    | 49,7    | 4883      | 50,3      |
| gęstość zaludnienia (mieszk./km²) | 46,8   | 46,8   | 23,3    | 23,3    | 23,5      | 23,5      |

## Sołectwa
Andrzejki, Bacze Suche, Boguszyce, Bożenica, Chojny Młode, Czaplice, Dłużniewo, Gać, Giełczyn, Grzymały Szczepankowskie, Janowo, Jarnuty, Jednaczewo, Kisiołki, Konarzyce, Koty, Lutostań, Łochtynowo, Mikołajki, Milewo, Modzele-Skudosze, Modzele-Wypychy, Nowe Kupiski, Nowe Wyrzyki, Pniewo, Podgórze, Puchały, Rybno, Siemień Nadrzeczny, Siemień-Rowy, Sierzputy Młode, Stara Łomża nad Rzeką, Stara Łomża przy Szosie, Stare Chojny, Stare Kupiski, Stare Modzele, Stare Sierzputy, Wygoda, Zawady, Zosin.

## Pozostałe miejscowości
Bacze-Lipnik, Mikołajew, Rubinówka.

## Sąsiednie gminy
Łomża, Mały Płock, Miastkowo, Nowogród, Piątnica, Rutki, Śniadowo, Wizna, Zambrów